# Evangeliar iz Echternacha
Evangeliar iz Echternacha (pogosto imenovan tudi Codex aureus Epternacensis/Echternaška zlata knjiga) je evangeliar, ki je nastal med letoma 1030 in 1050 v skriptoriju benediktinskega samostana v Echternachu v Nemčiji. Spada med t. i. zlate evangeliarje in je iluminiran purpurni rokopis, izdelek Reichenauške rokopisne šole. Danes ga hrani Nemški narodni muzej v Nürnbergu pod signaturo Hs. 156 142. 